# Comuna Elhovo, Iambol
Elhovo (în bulgară Елхово) este o comună în regiunea Iambol, Bulgaria, formată din orașul Elhovo și 21 de sate. 

## Localități componente

### Orașe
- Elhovo

### Sate
| - Boianovo - Borisovo - Cernozem - Dobrici - Goleam Dervent - Izgrev - Jrebino | - Kirilovo - Lalkovo - Lesovo - Malko Kirilovo - Malomirovo - Malăk Manastir - Melnița | - Pcela - Razdel - Slaveikovo - Stroino - Trănkovo - Vălcea Poleana - Granitovo |

## Demografie
Componența etnică a comunei Elhovo
     Romi (7,46%)
     Bulgari (82,82%)
     Nicio identificare (8,81%)
     Altele (1,57%)
La recensământul din 2011, populația comunei Elhovo era de 16.219 locuitori. Din punct de vedere etnic, majoritatea locuitorilor (82,82%) erau bulgari, cu o minoritate de romi (7,46%). Pentru 8,81% din locuitori nu este cunoscută apartenența etnică.